# منحنى سرعة الدوران المحورية
منحنى سرعة الدوران المحورية (herpolhode) هو منحنى يتم تتبعه عن طريق نقطة نهاية متجه السرعة الزاوية ω لأي دوار جاسئ، وهو جسم جاسئ دوار. تتحرك نقطة نهاية السرعة الزاوية في طائرة في الفضاء المطلق تعرف باسم الطائرة الثابتة، وتكون متعامدة على ناقل الزخم الزاوي L. والحقيقة هي أن منحنى سرعة الدوران المحورية عبارة عن منحنى في طائرة ثابتة تظهر كجزء من تركيب بوينسو.
يكون مسار السرعة الزاوية في الزخم الزاوي في الطائرة الثابتة عبارة عن دائرة في حالة خذروف متناظر ولكنه يتلوى داخل الحلقة في الحالة العادية، ولكن يظل مقعرًا نحو الزخم الزاوي.